# Іван Франко (фільм, 1956)
«Іван Франко» — радянський український історико-біографічний фільм про життя і діяльність українського письменника та мислителя Івана Франка, знятий у 1956 році до 100-річчя з дня народження Франка.
Фільм вийшов в прокат в УРСР у 1956 році з українським дубляжем від Кіностудії Довженка.

## У ролях
- Сергій Бондарчук — Іван Франко
- Лілія Гриценко — Ольга
- Ірина Скобцева — Людвіка
- Ярослав Геляс — Михайло Павлик
- Олена Лицканович — Анна Павлик
- Володимир Балашов — Генрік
- Михайло Романов — Михайло Коцюбинський
- Леонід Снежницький — Микола Лисенко
- Іван Матвєєв — Михайло Старицький
- Георгій Бабенко — Гоголинський
- Леонід Пархоменко — Грінчук
- Павло Шпрінгельфельд — Гжибович
- Іван Переверзєв — митрополит УГКЦ
- Дмитро Мілютенко — намісник Галичини
- Микола Сочеванов — бандурист

## Творчий склад
- Сценарій — Левко Смілянський
- Режисер-постановник — Тимко Левчук
- 2-ий режисер — Віктор Конарський
- Художник — Віктор Мігулько
- Оператор — Микола Кульчицький
- Композитори — Микола Колесса, Борис Лятошинський
- Звукооператор — А. Демиденко

## Дубляж українською
- Режисер дубляжу Тимко Левчук.

## Відгуки кінокритиків
Після початку прокату стрічки в Росії, московські кінокритики критично відгукнулися про стрічку. Так у статті газети «Московский комсомолець» російський кінокритик В. Кирдан негативно відгукнувся про образ Івана Франка у виконанні Бондарчука, зазначивши що створений образ Франка дещо «ідеалізований та схематичний; Франко позбавлений будь-яких людських слабкостей, переживань та протиріч».
Позитивна рецензія надруковано в газеті «Правда».